# Ty Burrell
Tyler Gerald „Ty“ Burrell (* 22. srpna 1967, Grants Pass, Oregon, Spojené státy americké) je americký herec a komik. Jeho nejznámější rolí je Phil Dunphy v komediálním seriálu televize ABC, Taková moderní rodinka.

## Osobní život
Burrell a jeho žena Holly se vzali v roce 2000. Bydleli v New York City, než se v roce 2008 přestěhovali do Salt Lake City. Stále vlastní dvou ložnicový apartmán v okolí Astorie, který si pronajali. Pár se od té doby přestěhoval do Jižní Kalifornie kvůli Burrellově práci na seriálu Taková moderní rodinka. Dne 18. března 2010 bylo oznámeno, že Burrell a jeho žena adoptovali holčičku se jménem Frances. V březnu 2012 Burrell se svou ženou adoptovali druhou holčičku. Burrell je fanouškem sportovních týmů Oregon Ducks, Portland Trail Blazers a New York Mets.

## Filmografie

### Film
| Rok  | Název                                   | Role                 |
| ---- | --------------------------------------- | -------------------- |
| 2001 | Evoluce                                 | plukovník Flemming   |
| 2001 | Černý jestřáb sestřelen                 | Timothy A. Wilkinson |
| 2004 | Úsvit mrtvých                           | Steve Marcus         |
| 2004 | V dobré společnosti                     | Enrique Colon        |
| 2005 | Cizinec                                 | šerif                |
| 2006 | Zbožňuju prachy!                        | jiný Aaron           |
| 2006 | Darwinovy ceny                          | Emile                |
| 2006 | Diane Arbus: Příběh jedné obsese        | Allan Arbus          |
| 2007 | Lovci pokladů: Kniha tajemství          | Connor               |
| 2008 | Neuvěřitelný Hulk                       | Doc Samson           |
| 2009 | Leaves of Grass                         | profesor Sorenson    |
| 2010 | Fair Game                               | Fred                 |
| 2010 | Hezké vstávání                          | Paul McVee           |
| 2011 | Máslo                                   | Bob Pickler          |
| 2012 | Goats                                   | Frank Whitman        |
| 2014 | Moje ségra má prima bráchu              | Rich Levitt          |
| 2014 | Dobrodružství pana Peabodyho a Shermana | pan Peabody (hlas)   |
| 2014 | A zase ti Mupeti!                       | Jean Pierre Napoleon |
| 2016 | Hledá se Dory                           | Bailey (hlas)        |
| 2016 | Čapí dobrodružství                      | pan Henry Gardner    |
| 2017 | Holky na tahu                           | Pietro               |

### Televize
| Rok       | Název                                     | Role                  | Poznámky                                |
| --------- | ----------------------------------------- | --------------------- | --------------------------------------- |
| 2000      | Zákon a pořádek                           | Paul Donatelli        | díl: „Turnstile Justice“                |
| 2001      | Západní křídlo                            | Tom Starks            | díl: „The Women of Qumar“               |
| 2002      | Zákon a pořádek: Útvar pro zvláštní oběti | Alan Messinger        | díl: „Poprava“                          |
| 2003      | Zákon a pořádek                           | Herman Capshaw        | díl: „Sheltered“                        |
| 2005–2006 | Tak trochu mimo                           | doktor Oliver Barnes  | 21 dílů                                 |
| 2007      | Lipshitz Saves the World                  | muž v červeném        | pilotní díl                             |
| 2007–08   | Zpátky do studia                          | Gary Crezyzewski      | 17 dílů                                 |
| 2008      | Fourplay                                  | Christopher           | pilotní díl                             |
| 2009      | Patty Hewes – nebezpečná advokátka        | Douglas Schiff        | díl: „I Agree“, „It Wasn't Funny“       |
| 2009–2020 | Taková moderní rodinka                    | Phil Dunphy           | hlavní role,                            |
| 2010–2011 | The Super Hero Squad Show                 | Captain Marvel (hlas) | 3 díly                                  |
| 2010–2011 | Glenn Martin DDS                          | Mart-E (hlas)         | 2 díly                                  |
| 2011      | Doktorka Plyšáková                        | Big Jack (hlas)       | díl: „Out of the Box/Run Down Race Car“ |
| 2012–2014 | Key & Peele                               | plukovník Hans Müller | 2 díly                                  |
| 2015      | Tučňáci z Madagaskaru                     | Parker (hlas)         | díl: „The Penguin Who Loved Me“         |
| 2017      | Griffinovi                                | Sám sebe (hlas)       | díl: „Emmy-Winning Episode“             |

## Ocenění a nominace
| Rok  | Ocenění                                     | Kategorie | Práce                  | Výsledek  |
| ---- | ------------------------------------------- | --- | ---------------------- | --------- |
| 2010 | Cena Emmy                                   | Nejlepší herec ve vedlejší roli v komediálním seriálu | Taková moderní rodinka | nominace  |
| 2010 | IGN Summer Movie Award                      | Nejlepší televizní herec | Taková moderní rodinka | nominace  |
| 2010 | Gold Derby Awards                           | Nejlepší obsazení | Taková moderní rodinka | vítězství |
| 2010 | Gold Derby Awards                           | Objev roku | Taková moderní rodinka | nominace  |
| 2010 | Gold Derby Awards                           | Nejlepší herec ve vedlejší roli v komediálním seriálu | Taková moderní rodinka | nominace  |
| 2010 | Online Film & Television Association Awards | Nejlepší herec ve vedlejší roli v komediálním seriálu | Taková moderní rodinka | vítězství |
| 2010 | Satellite Awards                            | Nejlepší herec ve vedlejší roli v seriálu, minisérii nebo televizním filmu | Taková moderní rodinka | nominace  |
| 2010 | Screen Actors Guild Awards                  | Nejlepší výkon obsazení komediálního seriálu (spolu s ním nominováni Ed O'Neill, Sofía Vergara, Julie Bowen, Jesse Tyler Ferguson, Eric Stonestreet, Sarah Hyland, Rico Rodriguez, Ariel Winter a Nolan Gould)                         | Taková moderní rodinka | nominace  |
| 2010 | TCA Awards                                  | Nejlepší komediální výkon | Taková moderní rodinka | nominace  |
| 2011 | TCA Awards                                  | Nejlepší komediální výkon | Taková moderní rodinka | vítězství |
| 2011 | Teen Choice Award                           | Nejlepší televizní komediální herec | Taková moderní rodinka | nominace  |
| 2011 | Screen Actors Guild Awards                  | Nejlepší výkon obsazení komediálního seriálu (spolu s ním nominováni Ed O'Neill, Sofía Vergara, Julie Bowen, Jesse Tyler Ferguson, Eric Stonestreet, Sarah Hyland, Rico Rodriguez, Ariel Winter a Nolan Gould)                         | Taková moderní rodinka | vítězství |
| 2011 | Screen Actors Guild Awards                  | Nejlepší herec v komediálním seriálu | Taková moderní rodinka | nominace  |
| 2011 | Satellite Awards                            | Nejlepší herec ve vedlejší roli v seriálu, minisérii nebo televizním filmu | Taková moderní rodinka | nominace  |
| 2011 | Online Film & Television Association Awards | Nejlepší herec ve vedlejší roli v komediálním seriálu | Taková moderní rodinka | vítězství |
| 2011 | Golden Nymph Award                          | Nejlepší herec v komediálním seriálu | Taková moderní rodinka | nominace  |
| 2011 | Gold Derby Awards                           | Nejlepší herec ve vedlejší roli v komediálním seriálu | Taková moderní rodinka | nominace  |
| 2011 | Critics' Choice Television Award            | Nejlepší herec ve vedlejší roli v komediálním seriálu | Taková moderní rodinka | nominace  |
| 2011 | Cena Emmy                                   | Nejlepší herec ve vedlejší roli v komediálním seriálu | Taková moderní rodinka | vítězství |
| 2012 | Cena Emmy                                   | Nejlepší herec ve vedlejší roli v komediálním seriálu | Taková moderní rodinka | nominace  |
| 2012 | Nickelodeon Kids' Choice Awards             | Oblíbený televizní herec | Taková moderní rodinka | nominace  |
| 2012 | Online Film & Television Association Awards | Nejlepší herec ve vedlejší roli v komediálním seriálu | Taková moderní rodinka | nominace  |
| 2012 | Golden Nymph Award                          | Nejlepší herec v komediálním seriálu | Taková moderní rodinka | nominace  |
| 2012 | Critics' Choice Television Award            | Nejlepší herec ve vedlejší roli v komediálním seriálu | Taková moderní rodinka | vítězství |
| 2012 | Screen Actors Guild Awards                  | Nejlepší výkon obsazení komediálního seriálu (spolu s ním nominováni Ed O'Neill, Sofía Vergara, Julie Bowen, Jesse Tyler Ferguson, Eric Stonestreet, Sarah Hyland, Rico Rodriguez, Ariel Winter, Aubrey Anderson-Emmons a Nolan Gould) | Taková moderní rodinka | vítězství |
| 2012 | Screen Actors Guild Awards                  | Nejlepší herec v komediálním seriálu | Taková moderní rodinka | nominace  |
| 2012 | TV Guide Award                              | Nejoblíbenější herec | Taková moderní rodinka | nominace  |
| 2012 | Teen Choice Awards                          | Nejlepší televizní herec v komediálním seriálu | Taková moderní rodinka | nominace  |
| 2013 | Cena Emmy                                   | Nejlepší herec ve vedlejší roli v komediálním seriálu | Taková moderní rodinka | nominace  |
| 2013 | Online Film & Television Association Awards | Nejlepší herec ve vedlejší roli v komediálním seriálu | Taková moderní rodinka | vítězství |
| 2013 | Golden Nymph Award                          | Nejlepší herec v komediálním seriálu | Taková moderní rodinka | vítězství |
| 2013 | Gold Derby Awards                           | Nejlepší herec ve vedlejší roli v komediálním seriálu | Taková moderní rodinka | nominace  |
| 2013 | Screen Actors Guild Awards                  | Nejlepší výkon obsazení komediálního seriálu (spolu s ním nominováni Ed O'Neill, Sofía Vergara, Julie Bowen, Jesse Tyler Ferguson, Eric Stonestreet, Sarah Hyland, Rico Rodriguez, Ariel Winter, Aubrey Anderson-Emmons a Nolan Gould) | Taková moderní rodinka | vítězství |
| 2013 | Screen Actors Guild Awards                  | Nejlepší herec v komediálním seriálu | Taková moderní rodinka | nominace  |
| 2013 | TV Guide Award                              | Nejoblíbenější herec | Taková moderní rodinka | nominace  |
| 2013 | People's Choice Awards                      | Oblíbený televizní komediální herec | Taková moderní rodinka | nominace  |
| 2014 | Cena Emmy                                   | Nejlepší herec ve vedlejší roli v komediálním seriálu | Taková moderní rodinka | vítězství |
| 2014 | American Comedy Award                       | Nejlepší televizní herec ve vedlejší roli | Taková moderní rodinka | nominace  |
| 2014 | Gold Derby Awards                           | Nejlepší herec ve vedlejší roli v komediálním seriálu | Taková moderní rodinka | nominace  |
| 2014 | Critics' Choice Television Awards           | Nejlepší televizní herec ve vedlejší roli: komedie | Taková moderní rodinka | nominace  |
| 2014 | Online Film & Television Association Awards | Nejlepší herec ve vedlejší roli v komediálním seriálu | Taková moderní rodinka | nominace  |
| 2014 | Screen Actors Guild Awards                  | Nejlepší výkon obsazení komediálního seriálu (spolu s ním nominováni Ed O'Neill, Sofía Vergara, Julie Bowen, Jesse Tyler Ferguson, Eric Stonestreet, Sarah Hyland, Rico Rodriguez, Ariel Winter, Aubrey Anderson-Emmons a Nolan Gould) | Taková moderní rodinka | vítězství |
| 2014 | Screen Actors Guild Awards                  | Nejlepší herec v komediálním seriálu | Taková moderní rodinka | vítězství |
| 2014 | TV Guide Award                              | Nejoblíbenější herec | Taková moderní rodinka | nominace  |
| 2015 | Screen Actors Guild Awards                  | Nejlepší výkon obsazení komediálního seriálu (spolu s ním nominováni Ed O'Neill, Sofía Vergara, Julie Bowen, Jesse Tyler Ferguson, Eric Stonestreet, Sarah Hyland, Rico Rodriguez, Ariel Winter, Aubrey Anderson-Emmons a Nolan Gould) | Taková moderní rodinka | nominace  |
| 2015 | Screen Actors Guild Awards                  | Nejlepší herec v komediálním seriálu | Taková moderní rodinka | nominace  |
| 2015 | Gold Derby Awards                           | Nejlepší herec ve vedlejší roli v komediálním seriálu | Taková moderní rodinka | nominace  |
| 2015 | Online Film & Television Association Awards | Nejlepší herec ve vedlejší roli v komediálním seriálu | Taková moderní rodinka | nominace  |
| 2015 | People's Choice Awards                      | Oblíbený televizní komediální herec | Taková moderní rodinka | nominace  |
| 2015 | Cena Emmy                                   | Nejlepší herec ve vedlejší roli v komediálním seriálu | Taková moderní rodinka | nominace  |
| 2016 | Cena Emmy                                   | Nejlepší herec ve vedlejší roli v komediálním seriálu | Taková moderní rodinka | nominace  |
| 2016 | Online Film & Television Association Awards | Nejlepší herec ve vedlejší roli v komediálním seriálu | Taková moderní rodinka | nominace  |
| 2016 | Gold Derby Awards                           | Nejlepší herec ve vedlejší roli v komediálním seriálu | Taková moderní rodinka | nominace  |
| 2017 | Behind the Voice Actors Awards              | nejlepší obsazení: film | Hledá se Dory          | nominace  |
| 2017 | Cena Emmy                                   | Nejlepší herec ve vedlejší roli v komediálním seriálu | Taková moderní rodinka | nominace  |
| 2017 | Cena Emmy                                   | Nejlepší herec v krátkometrážní seriálové komedii nebo dramatu | Boondoogle             | nominace  |
| 2017 | Online Film & Television Association Awards | Nejlepší herec ve vedlejší roli v komediálním seriálu | Taková moderní rodinka | nominace  |
| 2017 | Nickelodeon Kids' Choice Awards             | nejlepší parta (sdíleno s Ellen DeGeneres, Albert Brooks, Kaitlin Olson, Hayden Rolence, Willem Dafoe, Ed O'Neill a Eugene Levy) | Hledá se Dory          | vítězství |